# Virgilio Sala
Virgilio Sala (Milano, 20 luglio 1891 – ...) è stato un generale e aviatore italiano, veterano della prima e della seconda guerra mondiale, dove fu comandante del aeroporto di Milano-Malpensa, del I Raggruppamento scuole addestramento al bombardamento notturno, dell'Aviazione da bombardamento della Sardegna del Raggruppamento Aerosiluranti. Insignito della Croce di cavaliere dell'Ordine militare d'Italia e di quattro medaglie d'argento al valor militare.

## Biografia
Nacque a Milano il 20 luglio 1891, figlio di Piero e di Elvira Rovati.
Il 12 dicembre 1910 si arruolò come soldato volontario nel Regio Esercito, assegnato al genio militare, venendo promosso caporale il 31 luglio 1911 e caporale maggiore il 31 ottobre. Promosso sergente il 31 dicembre 1912. Dopo l'entrata in guerra del Regno d'Italia conseguì il brevetto di pilota e pilota militare prestando brillantemente servizio presso le squadriglie da bombardamento, effettuando numerose azioni di guerra, e venendo decorato di tre medaglie d'argento al valor militare.
Il Sergente Maggiore Sala al 17 ottobre 1915 è nella nuova 2ª Squadriglia dell'Aeroporto di Aviano.

### L'abortito volo su Vienna

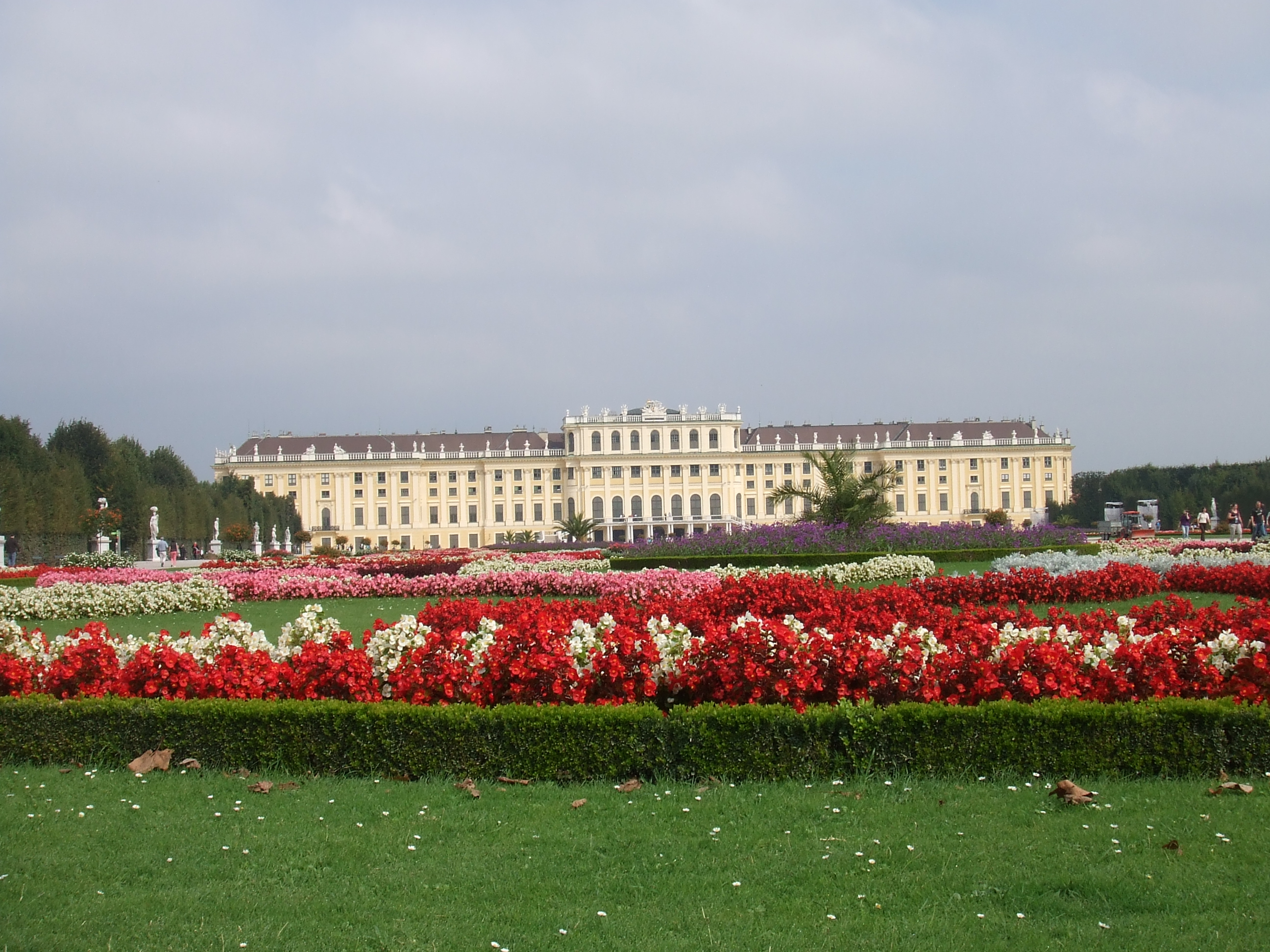
Il castello di Schönbrunn obiettivo dell'attacco.

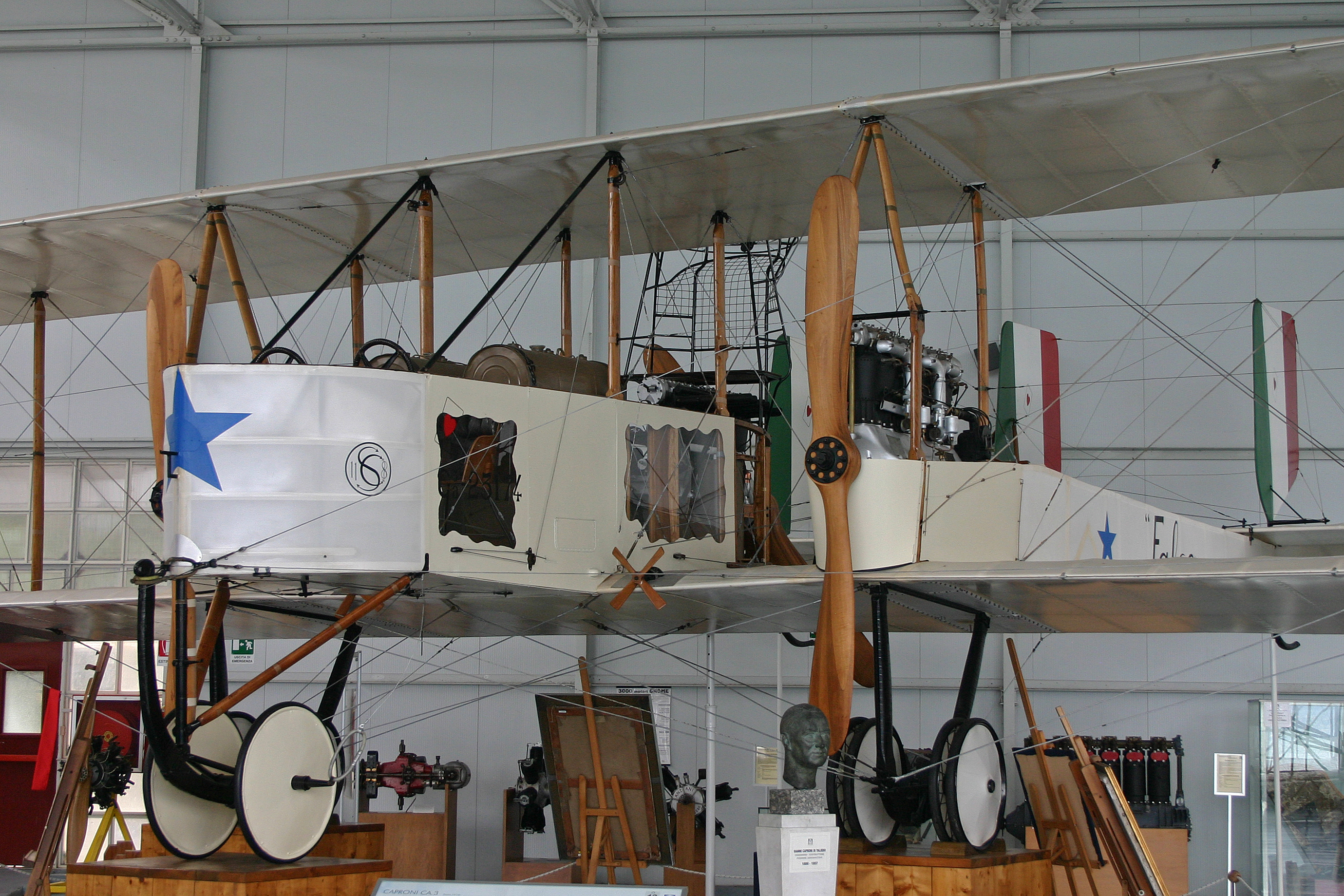
Il bombardiere Caproni Ca.3 di Casimiro Buttini esposto presso il Museo dell'Aeronautica di Vigna di Valle.

Nell'aprile del 1917 fu tra i "congiurati" del XI Gruppo Aeroplani di Aviano, gli altri erano inizialmente i tenenti Leandro Negrini, Raffaele Paravicini, Edoardo Scavini, Italo Persegani, cui si aggiunsero poi i tenenti Arrigo Abba e Ignazio Thaon de Revel, che pianificarono all'insaputa del Comando Supremo il primo bombardamento su Vienna, da effettuarsi sul castello di Schönbrunn, con l'impiego dei trimotori Caproni Ca.3. Tale azione era già stata concepita in forma embrionale dal tenente Italo Persegani nel dicembre 1916, ed era abortita una prima volta nel gennaio 1917 a causa di una rottura di una tubazione del carburante mentre l'aereo, un Caproni Ca.1 dotato di un serbatoio supplementare,  era pronto a partire. Con l'arrivo al reparto del tenente conte Raffaele Paravicini si decise di effettuare la missione con due velivoli. Paravicini arruolò nell'impresa altri due piloti, uno dei quali era lui, ma la missione fu di volta in volta rimandata a causa dell'impiego in massa dei velivoli durante la battaglia dell'Ortigara e della decima battaglia dell'Isonzo, dove Persegani rimase gravemente ferito.  Il 25 maggio 1917 Paravicini sostituì il deceduto capitano Augusto Dalla Porta, al comando della 4ª Squadriglia Caproni, ora equipaggiata con i nuovo Caproni Ca.3. La missione fu pianificata per il plenilunio di giugno, e Paravicini ne informò privatamente il comandante del gruppo, maggiore Armando Armani. All'epoca egli era stato distaccato come pilota collaudatore presso la Caproni, e arrivato in ditta informò subito che si stava allestendo uno speciale Ca.3 destinato a Gabriele D'Annunzio per effettuare un volo dimostrativo sulla capitale dell'Impero austro-ungarico. Paravicini decise di effettuare la missione il giorno 30 agosto, e lo richiamò, tramite un telegramma che recava un messaggio in codice, da Taliedo ad Aviano dove arrivò alle 9:00 del giorno 30 portando un Ca.3 nuovo di fabbrica da consegnare al reparto. Qui ebbe la sgradita sorpresa di trovare tutti i suoi amici "congiurati" consegnati dalla sera precedente a causa dell'improvviso arrivo sul campo d'aviazione del comandante del Raggruppamento squadriglie da bombardamento maggiore Ernesto La Polla.
Il piano era trapelato a causa di Ugo Veniero D'Annunzio che si era accorto dei preparativi e ne aveva informato Gabriele D'Annunzio il quale il 29 agosto 1917 riferì la cosa al comandante al maggiore Ernesto La Polla, informandolo che quella stessa notte sarebbe partita la missione.
La Polla era tornato al campo d'aviazione quelle stessa mattina per compire un'approfondita inchiesta e fece smontare i serbatoi ausiliari installati sui velivoli, riportandoli alla normale condizione operativa. Non essendo tra il novero dei congiurati noti riuscì a ripartire per Taliedo subito, e da lì informò Ignazio Thaon de Revel pregandolo di intervenire presso lo zio, l'ammiraglio Paolo Thaon de Revel, al fine di far si che il Comando Supremo impedisse anche a D'Annunzio di partire per il volo su Vienna, e poi affrontò Veniero D'Annunzio per avere spiegazioni. Ugo Veniero D'Annunzio ammise di aver sempre saputo di ciò che stava avvenendo presso la 4ª Squadriglia Caproni, il nome dei congiurati, e di ogni loro movimento, ma di aver avuto la certezza dell'imminenza della missione quando aveva casualmente intercettato e letto il telegramma che gli era stato a spedito a lui da Paravicini.
Nel 1919 la Direzione Generale d'Aeronautica lo designò come uno dei piloti da assegnare al pianificato Raid Roma-Tokyo, inizialmente concepito da D'Annunzio, che allora era impegnato nell'impresa di Fiume. Il velivolo a lui assegnato era un Caproni Ca.5 600 hp, e gli altri membri dell'equipaggio erano il tenente Alessandro Borrello e il motorista Sanità. Egli decollò il 27 gennaio e percorre regolarmente le teppe fino a Smirne. Il 7 febbraio, a causa di un'avaria al motore, effettuò con il velivolo un atterraggio di emergenza su un terreno coperto di neve nella valle del Meandro, presso Kekli (Turchia).  L'aereo si danneggiò irreparabilmente e dovette essere abbandonato. Nel 1920 prestò servizio in Libia durante le prime operazioni di riconquista della Colonia. Fu poi in servizio in Africa Orientale Italiana. Tra l'ottobre 1931 e il maggio 1934 fu comandante dell'8º Stormo. Il 5 maggio 1935 fu trasferito in Africa Orientale Italiana partecipando alla guerra d'Etiopia e dal 5 maggio 1937 al 20 agosto successivo come comandante del Comando settore aeronautico sud alle successive operazioni di grande polizia coloniale, venendo decorato della quarta medaglia d'argento al valor militare, e rimanendo in A.O.I. sino all'agosto 1937.

### Nella seconda guerra mondiale
Il 26 dicembre 1941 fu trasferito dal comando della Scuola di volo dell'aeroporto di Milano-Malpensa a quello del I Raggruppamento scuole addestramento al bombardamento notturno sull'aeroporto di Bresso.
Il 23 novembre 1942 fu promosso generale di brigata aerea, e il 9 dicembre fu trasferito al comando dell'Aviazione da bombardamento della Sardegna. Entrato in contrasto con il comandante dell'Aeronautica della Sardegna, generale di divisione aerea Augusto Bonola, il 28 luglio 1943 fu trasferito al comando del Raggruppamento Aerosiluranti con sede sull'aeroporto di Pisa-San Giusto.
Alla data dell'armistizio dell'8 settembre 1943 si trovava fuori sede, presso il comando della 3ª Squadra aerea all'Aeroporto di Centocelle, dove il generale Eraldo Ilari gli comunicò di prepararsi ad ottemperare all'Ordine n.1 del Comando Supremo per trasferire i suoi reparti a una nuova sede che gli sarà successivamente indicata, e nel contempo di sospendere l'attacco alle forze navali alleate in navigazione verso Salerno già predisposto. Il previsto attacco venne annullato all'ultimo momento. Il giorno 9 i tedeschi abbandonarono precipitosamente l'aeroporto di Pisa-San Giusto ed egli richiese al comando locale del Regio Esercito di assegnare adeguate forze alla difesa dell'aeroporto e dei velivoli ivi presenti. A seguito di una comunicazione telefonica con il Ministero dell'Aeronautica chiese l'autorizzazione al generale Aldo Urbani di trasferire i velivoli a in Sardegna o nella basi del sud Italia come Lecce o Grottaglie, ma non la ottenne. Il giorno 10 rinnovò telefonicamente tale richiesta al generale Ilari, che gli riconfermò gli ordini impartiti da Urbani di mantenere gli aerei a Pisa, rendendoli temporaneamente inefficienti. Alle 10:00 atterrarono a Pisa tre velivoli provenienti da Littoria cui diede subito ordine di trasferirsi a Siena, e appena decollati si presentò all'aeroporto un capitano tedesco che lo informò di aver avuto l'ordine di posizionare una batteria contraerea e di abbattere tutti gli aerei che fosse decollati. Il maggiore Massimiliano Erasi gli telefonò di aver ricevuto l'ordine di decollare per trasferire sulla basi della Sardegna i tre gruppi di aerosiluranti la stanziati, cosa che egli approvò senza indugio. Messosi telefonicamente in contatto con il Capo di stato maggiore della 3ª Squadra aerea ricevette l'ordine di far decollare tutti gli aerei presenti, ma la comunicazione ebbe un guasto, e i tedeschi penetrarono nell'aeroporto. Rimessosi più tardi in contatto con il comando di squadra ricevette l'ordine di congedare la truppa e di mantenere in servizio solo gli ufficiali e i sottufficiali, sabotando nel contempo le testate dei siluri in dotazione. Il giorno 11 un maggiore della Wehrmacht gli chiese ufficialmente di entrare al servizio tedesco con i suoi uomini, cosa che provocò un suo sdegnoso rifiuto, 
e protestò vivacemente per l'avvenuta occupazione dell'aeroporto. Fu quindi preso prigioniero e portato, sotto scorta armata, al comando tedesco dove un suo conoscente, un ufficiale superiore, lo fece liberare e il giorno dopo ricondurre a Pisa. Ripresa subito l'attività di comando a favore dei suoi uomini, per sottrarli alla prigionia, fu di nuovo arrestato per essere inviato in un campo di concentramento in Germania, e lo stesso ufficiale superiore tedesco lo salvò nuovamente munendolo di un lasciapassare per raggiungere la sua famiglia. Quella stessa sera, dopo essersi assicurato che lo stato dei pochi militari rimasti a Pisa fosse soddisfacente, partì per Milano, raggiungendo poi la residenza di famiglia di Somma Lombardo. Per guadagnarsi da vivere iniziò a lavorare in una industria di manufatti di proprietà di alcuni famigliari. Dopo il bando di arruolamento emesso dal Maresciallo d'Italia Rodolfo Graziani nell'aprile-giugno 1944, alcuni ex sottoposti lo interpellarono su come comportarsi, e per avere delucidazioni egli andò due volte a Bellagio per incontrare il generale Arrigo Tessari. Riuscì a parlare con Tessari solo la seconda volta, e da questi apprese che il personale dell'Aeronautica non era tenuto a presentarsi, e che i richiami dovevano intendersi improntati al volontarismo e non alla coercizione. Non collaborò in alcun modo con i nazifascisti, e seppur non partecipando attivamente al movimento di resistenza, il 26 aprile 1945 prese parte all'occupazione del Palazzo dell'Aeronautica di Milano, e il generale Raffaele Cadorna, comandante del Corpo Volontari della Libertà, lo nominò comandante dell'Aeronautica dell'Alta Italia. Agì subito tempestivamente, riuscendo a bloccare buona parte del materiale e delle attrezzature presente nei campi d'aviazione e nei magazzini dell'Aeronautica Nazionale Repubblicana, compresi 4.600 kg di platino, per un valore totale di circa 4 miliardi di lire, oltre a 800 milioni di lire in contanti. Il 10 maggio, quando arrivò a sostituirlo da Roma il generale di divisione aerea Giuseppe Biffi, la maggior parte del suo lavoro poteva dirsi completamente riuscito.
Dopo la fine della guerra fu sottoposto a Commissione d'inchiesta presieduta dal generale di squadra aerea Vittorio Giovine per il comportamento tenuto nei giorni seguenti all'armistizio, e gli fu dato un semplice rimprovero. Terminò la carriera militare con il grado di generale di squadra aerea, e fu Presidente dell'Associazione Pionieri Aeronautica di Milano.